# Я йду додому
«Я йду додому» («Je rentre à la maison») — французько-португальський кінофільм 2001 року, знятий режисером Мануелем де Олівейрою, з Катрін Денев і Джоном Малковичем у головних ролях.

## Сюжет
Старіючий паризький актор Гільберт Веленс, 76 років, був раптово вражений, коли дізнався, що його дружина, дочка та зять загинули в автокатастрофі. На його плечі лягає турбота про осиротілого онука, і він щосили намагається продовжувати свою кар'єру. Але ролі, які йому пропонують переконують його, що настав час піти на спокій.

## У ролях
- Мішель Пікколі — головна роль
- Катрін Денев — Маргеріт
- Джон Малкович — Джон Кроуфорд
- Леонор Балдаке — головна роль
- Леонор Сілвейра — Мері
- Рікарду Трепа — роль другого плану
- Жак Парсі — роль другого плану
- Антуан Шаппе — роль другого плану
- Адріан Де Ван — роль другого плану
- Сільвія Тестю — роль другого плану
- Ізабел Рут — роль другого плану
- Робер Доней — роль другого плану
- Морісетт Гурдон — роль другого плану
- Крістіан Амері — роль другого плану
- Бруно Гійо — роль другого плану
- Жан-Люк Орве — роль другого плану
- Едді Крю — роль другого плану
- Стефен Кроук — роль другого плану

## Знімальна група
- Режисер — Мануел де Олівейра
- Сценаристи — Жак Парсі, Мануел де Олівейра, Ежен Йонеско
- Оператор — Сабіна Ланселен
- Художник — Ів Фурньє
- Продюсер — Паулу Бранку